# Nina Sedano
Nina Sedano (* 19. Februar 1966 in Frankfurt am Main) ist eine deutsche Autorin.

## Leben
Nina Sedano absolvierte eine Ausbildung zur Bürokauffrau in Wiesbaden, die sie 1988 mit einer IHK-Prüfung abschloss. Danach arbeitete sie 14 Jahre lang in einem Kreditkarteninstitut in Frankfurt am Main, davon die letzten 7 Jahre als Gruppenleiterin in der Reklamationsabteilung. Neben ihrer Arbeit nahm sie an einer Weiterbildung zur Fremdsprachlichen Korrespondentin Englisch teil, die sie im Mai 1994 mit einer Prüfung bei der IHK abschloss. 2002 beendete Nina Sedano ihre Anstellung und widmete dem Reisen von da an einen Großteil ihrer Zeit.
Als »Die Ländersammlerin« erlangte sie deutschlandweit Bekanntheit. 2017 war sie eine von insgesamt nur 15 Frauen weltweit, von denen öffentlich bekannt war, dass sie es geschafft haben, alle 193 Staaten der Vereinten Nationen bereist zu haben. Dafür bereiste Sedano innerhalb von 40 Jahren, bis zum Jahr 2011, die Welt. Im gesamten deutschsprachigen Raum ist sie die einzige, die alle 193 UN-Staaten besucht hat, was in Europa bisher vier Frauen schafften. Ihre Reiseerlebnisse hat sie in mehreren Büchern niedergeschrieben. Ihr Buch Die Ländersammlerin verweilte 2014 und 2015 in der KulturSPIEGEL-Paperback-Bestsellerliste wochenlang auf Platz 2. In 2016 stand Die Ländersammlerin weitere 14 Wochen auf der KulturSPIEGEL-Taschenbuch-Bestsellerliste der Kategorie Sachbuch. Zusätzlich zu diesem Titel erschien ein Reisenotizbuch. Im April 2015 erschien ihr zweites Buch mit dem Titel Happy End: Die stillen Örtchen dieser Welt, in dem sie sich mit Humor der Kulturgeschichte des stillen Örtchens widmet sowie von ihren eigenen Erfahrungen mit den Toiletten dieser Welt erzählt. Ihr aktuellstes Buch Fernweh im Herzen, erschien im Mai 2019 und schildert weitere Erlebnisse einer der meistgereisten Frauen Deutschlands, die zu neuen Reiseabenteuern aufbricht und die UNESCO-Welterbestätten erkundigt.
2021 hatte Sedano elf vollgestempelte Reisepässe. Sie lebt im Frankfurter Stadtteil Nordend.

## Werke
- Die Ländersammlerin: Wie ich in der Ferne mein Zuhause fand; die meistgereiste Frau Deutschlands berichtet. Eden Books, Hamburg, 2014, ISBN 978-3-944296-20-3.
- Happy End: Die stillen Örtchen dieser Welt. Neues von der Ländersammlerin. Eden Books, Hamburg, 2015, ISBN 978-3-944296-94-4.
- Fernweh im Herzen. Die Ländersammlerin unterwegs zu neuen Abenteuern. Eden Books, Hamburg, 2019, ISBN 978-3-95910-204-9.